# سبيرابريل
سبيرابريل (Spirapril) خافض ضغط، مثبط ACE من مجموعة dicarboxy، اسمه التجاري Renormax ، وكثير من مثبطات الأنزيم المحول للأنجيوتنسين هو طليعة دواء Progrug ويتحول للمستقلب الفعال spiraprilat بعد تناوله عبر الفم، ويختلف عن بقية هذه المجموعة بأنه يطرح عبر الكلية والكبد معاً مما يعطي أفضلية لاستعماله في مرضى الفشل الكلوي.

## الاصطناع
يتم اصطناعه صيدلانياً من خلال الجمع بين الوسيطين الصيدلانين:
- (S)-1,4 Dithia-7-azaspiro (4,4)-nonane-8-(s)-carboxylic acid hydrobromide CAS 75776-79-3
- N-[1-(s)-ethoxycarbonyl-3-phenylpropyl)-L-Alanine ( ECPPA) [7]

## الحرائك الدوائية
- يعطى عن طريق الفم.
- يُطرح بالطريق الكلوي والكبدي على حد السواء، لذلك من يمكن استخدامه لدى مرضى القصور الكلوي.

## طريقة الاستعمال
- يُؤخذ بشكل أقراص فموية.
- اتبع التوجيهات على العبوة والوصفة طبية.
- ابتلع أقراص مع شربة ماء.
- يجب أخذ الجرعات الخاصة على فترات منتظمة.
- لا تأخذ الدواء بجراعات زائدة عن المقرر في الوصفة الطبية.

## الجرعة الزائدة
- إذا نسيت إحدى الجرعات، خذها بأسرع وقت ممكن. وحتى لو اقترب موعد الجرعة التالية، لا تأخذ جرعتين معاً، فقط تناول الجرعة الفائتة.
- إذا كنت تأخذ جرعة واحدة فقط في اليوم، ونسيت أخذها أحد الأيام، لا تأخذ جرعة مضاعفة في اليوم التالي.

## الآثار الجانبية
الآثار الجانبية التي يجب أن تخبر بها الطبيب أو الرعاية الصحية المهنية في أقرب وقت ممكن:
- انخفاض كمية البول.
- تورم الوجه أو اللسان.
- حمى، قشعريرة، أو أعراض تشبه أعراض الانفلونزا.
- خدر أو وخز في أصابع اليدين أو القدمين.
- عدم انتظام ضربات القلب.

الآثار الجانبية التي عادة لا تتطلب عناية طبية إذا ما استمرت أو أصبحت مزعجة:
- آلام الظهر.
- سعال.
- دوخة أو تعب.
- الصداع أو الصداع النصفي.
- احمرار العينين.

## احتياطات
يجب إخبار مقدمي الرعاية الصحية قبل أن تأخذ هذا الدواء بالأمور التالية:
- أمراض المناعة الذاتية (مثل الذئبة).
- تورم اللسان، الوجه، الشفاه، أو مع صعوبة في التنفس، صعوبة البلع، بحة في الصوت، تضيق في الحلق (وذمة وعائية)
- أمراض نقي العظم.
- أمراض الكلى
- إذا كنت تتبع نظام غذائي خاص، مثل اتباع نظام غذائي قليل الملح.
- رد فعل غير عادي أو حساسية من هذا المركب أو الأدوية الأخرى، الأطعمة، الأصبغة، أو المواد الحافظة.
- إذا كنتِ حاملاً أو تخططي لتصبحي حامل: هناك احتمال حدوث آثار جانبية خطيرة للجنين.
- الرضاعة الطبيعية.

## التداخلات الدوائية
- الأدوية المضادة للالتهاب، مثل: مضاد التهاب لا ستيرويدي - إيبوبروفين.
- مركبات الذهب، غالباً ما تستخدم لالتهاب المفاصل.
- الزعرور البري.
- الهيبارين.
- نيكارديبين.
- خافضات سكر الدم.
- خافضات ضغط الدم.
- مثبطات المونو أمين أوكسيداز (أوكسيديز أحادي الأمين).
- أملاح البوتاسيوم.
- ريفامبين.

_يجب إخبار الرعاية الصحية المهنية حول:
- جميع الأدوية الأخرى التي تتناولها، بما في ذلك أدوية OTC (بدون وصفة طبية) والمكملات الغذائية، منتجات الأعشاب.
- إذا كنت تستخدم المشروبات مع الكافيين أو الكحول بشكل متكرر.
- التدخين.
- تحقق مع أخصائي الرعاية الصحية قبل أن تتوقف أو تبدأ في أي من الأدوية الخاصة بك.

## الفحوصات التي يجب القيام بها
- فحص ضغط الدم بانتظام في خلال تناول سبيرابريل.
- اسأل الطبيب أو الرعاية الصحية المهنية حول ضغط الدم الطبيعي بالنسبة لك، ومتى يجب عليك الاتصال به.
- يجب استدعاء الطبيب أو الرعاية الصحية المهنية إذا كنت تلاحظ ضربات القلب غير متساو أو سريع.

## الحفظ والنخزين
- يحفظ بعيدا عن متناول الأطفال في وعاء صغير لا يمكن للأطفال فتحه.
- تخزينها في درجة حرارة الغرفة بين 15 و 30 درجة مئوية (59 و 86 درجة فهرنهايت).
- رمي بعيداً أي دواء غير مستخدم بعد انتهاء تاريخ الصلاحية.

## وصلات خارجية
- http://vanortherncalifornia.kramesonline.com/Medications/26,571
- Spirapril